# گوسویل (ویسکانسین)
گوسویل (به انگلیسی: Gooseville) یک منطقهٔ مسکونی در ایالات متحده آمریکا است که در شهرستان شیبویگان، ویسکانسین واقع شده‌است. گوسویل ۲۵۳٫۹ متر بالاتر از سطح دریا واقع شده‌است.